# Bahnhof Pöppendorf
Der Bahnhof Pöppendorf war ein Bahnhof entlang der Strecke von Lübeck nach Travemünde-Strand in Norddeutschland. Im Jahr 1882 eröffnet, wurde er zunächst von der Lübeck-Büchener Eisenbahn (LBE) betrieben, ging später an die Deutsche Reichsbahn und die Deutsche Bundesbahn über und wurde Anfang der 1960er Jahre aufgegeben.

## Lage
Die Wahl des ursprünglichen Standortes ist auf den benachbarten Waldhusener Forst zurückzuführen. Als der Forst in der zweiten Hälfte des 19. Jahrhunderts zunehmende Bedeutung als beliebtes Ausflugsziel des Lübecker Bürgertums erlangte, wollte die Eisenbahngesellschaft dem Rechnung tragen. Der Bahnhof befand sich etwa 140 Meter nordwestlich der Straße Surenfeld und deren Einmündung in die Travemünder Landstraße (⊙). Der Kern des Dorfes Pöppendorf lag knapp 880 Meter Luftlinie westnordwestlich. Am 1. Mai 1899 wurde der Bahnhof um ungefähr 750 Meter in Richtung Travemünde nach Nordosten verlegt. Er lag dadurch bei Streckenkilometer 15,70 (vom Lübecker Hauptbahnhof aus) beziehungsweise 5,0 (vom Travemünder Strandbahnhof aus) und war nun – entgegen seiner amtlichen Bezeichnung – der Ortschaft Ivendorf näher als Pöppendorf.

## Geschichte
Der Bahnhof nahm mit der Eröffnung der Lübeck–Travemünder Bahn für den Personen- und Gepäckverkehr am 1. August 1882 (beziehungsweise am 15. Oktober 1882 für den vollen Verkehr) seinen Betrieb auf und war neben den Stationen Dänischburg und Waldhusen einer von zunächst drei Zwischenhalten dieser anfangs 19,74 Kilometer langen „normalspurigen Zweigbahn untergeordneter Bedeutung“. Aus Lübeck kommend, markierte er den letzten Halt vor Travemünde.
An dieser Station war stets lediglich ein Durchfahrgleis vorhanden; ein Ausweichgleis existierte nicht. Ab etwa 1898 kamen Überlegungen auf, die Bahnstrecke zwischen Kücknitz und Travemünde zweigleisig auszubauen. So arbeitete die Eisenbahngesellschaft zu dieser Zeit beispielsweise Vorlagen aus, die unter anderem den Bau einer Weiche im Bereich des Bahnhofes Pöppendorf beinhalteten. Um 1909 wurde die Ersetzung der Bahnhöfe Waldhusen und Pöppendorf durch einen neu zu bauenden Bahnhof Kücknitz diskutiert. Diese Pläne konkretisierten sich im Januar 1912, als die LBE dem Eisenbahnkommissariat des Lübecker Senats eine Vorlage unterbreitete, die unter anderem den Bau des neuen Bahnhofes Kücknitz zwischen den Stationen Waldhusen und Pöppendorf bei deren gleichzeitigem Wegfall vorsah. Letztlich wurde der Bahnhof Kücknitz zwar gebaut, ein Ausbau der Gleise und eine Auflösung des Bahnhofes Pöppendorf wurde jedoch nicht umgesetzt.
Im Jahr 1935 erfolgte der Neubau des Bahnhofsgebäudes. Es beherbergte nun einen neben einem Dienstraum mit Stellwerk und Fahrkartenverkauf und einer Güterabfertigung auch einen Warteraum, eine Toilettenanlage sowie Lager zur Unterbringung des Lampenvorrats und der Kohlen zum Heizen. Nebenan stand ein Beamtenwohnhaus mit zwei Dienstwohnungen. Infolge der im selben Jahr vollzogenen Eingemeindung Pöppendorfs nach Lübeck trug der Bahnhof ab 1937 die offizielle Bezeichnung „Lübeck-Pöppendorf“. In den folgenden Jahrzehnten verlor er jedoch nach und nach an Relevanz. Er wurde zunächst zu einem zum Haltepunkt heruntergestuft und schließlich Anfang der 1960er Jahre aufgelassen. Nach Verkauf dient das ehemalige Empfangsgebäude heutzutage als Wohnhaus. An den Giebelseiten der Außenmauern ist jedoch nach wie vor gut lesbar der ehemalige Stationsname eingelassen.